# 含翠堂
含翠堂（がんすいどう）は、日本初の民間人による郷学である。1717年（享保2年）に平野七名家の土橋友直らが設立した。1872年（明治5年）の学制発布により閉鎖し、大阪市立平野小学校に継承された。

## 概要
含翠堂のはじまりは井上正臣の家を借り、友直が所属していた儒学講習会が始めた講義とされる。
郷民の教育機関として設立された当初は「老松堂（ろうしょうどう）」と呼ばれ、地主を務めた商業界の子弟を対象に教育を施し文化活動を主導した。維持費は地域の有力者が出し合い、その背景には中世末以来の自治都市として機能した平野郷の蓄積がある。
平野郷での儒学、国学、医学や道徳などの振興に貢献したほか、飢饉では粥の炊き出しなどの住民に対する救済活動も行った。また、稀に連歌会や俳諧なども催されたり、学費を払えば身分に関わらず学べるなど、他の郷学には見られない特色も備えていた。
「含翠堂」の木額の複製は、現在全興寺に保存されている。